# Poi
Denna artikel handlar om en typ av underhållning. För artikeln om geoinformatik, se POI.

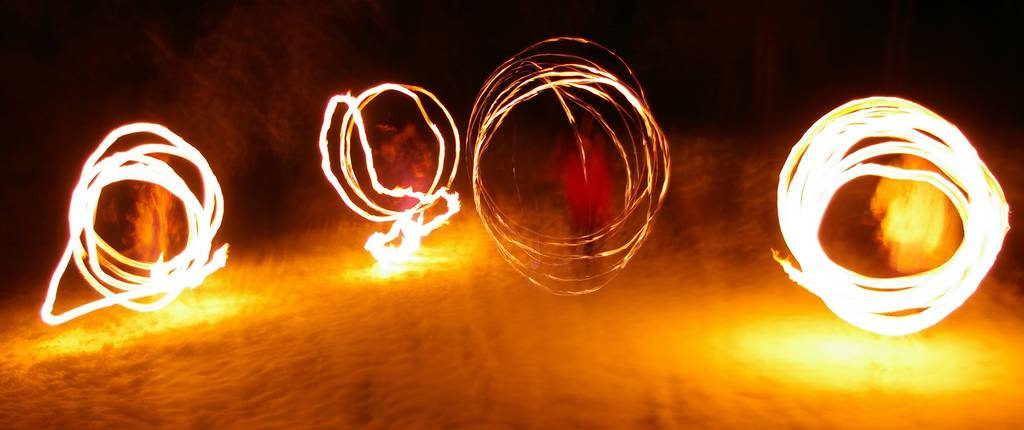
Poi med brinnande kevlarveke.

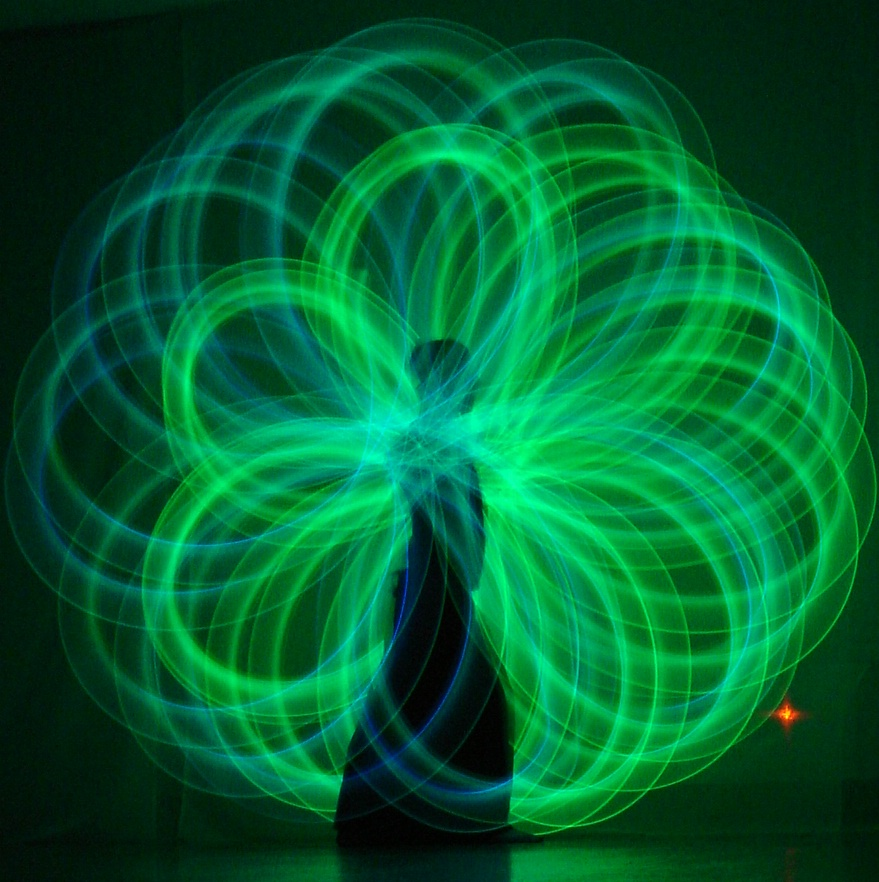
Modern poi med nödljus (LED-poi åstadkommer samma effekt).

Poi är ett slags jonglering med eld ursprungligen från Nya Zeeland. Där används ett underhållningsredskap eller ett handhållet svingobjekt, bestående av en boll eller liknande som är fastsatt i ett snöre och som svingas i en cirklande rörelse runt kroppen i olika mönster. Poi benämndes tidigare poi poi, vilket betyder bollar, poi betyder boll. Vid upprepande av ordet bildar det flertal.
Poi kommer ursprungligen från Nya Zeeland och används av maorierna. På senare tid har poi mest använts som uppvisning för turister och har spridit sig över jorden. Idag finns utövare över hela världen, och det som gör att poi är så populärt bland dess utövare är att det är ett så pass enkelt verktyg för underhållning.
Många aktörer jämför poi med jonglering, vilket enligt de flesta utövare är en helt felaktig formulering. Med poi släpper man oftast inte objekten samt att man kan utföra poi med förbundna ögon lika bra som med ögonen öppna, medan jonglering kräver viss grad av visuell kontakt med de objekt som jongleras.

## Maorisk kultur

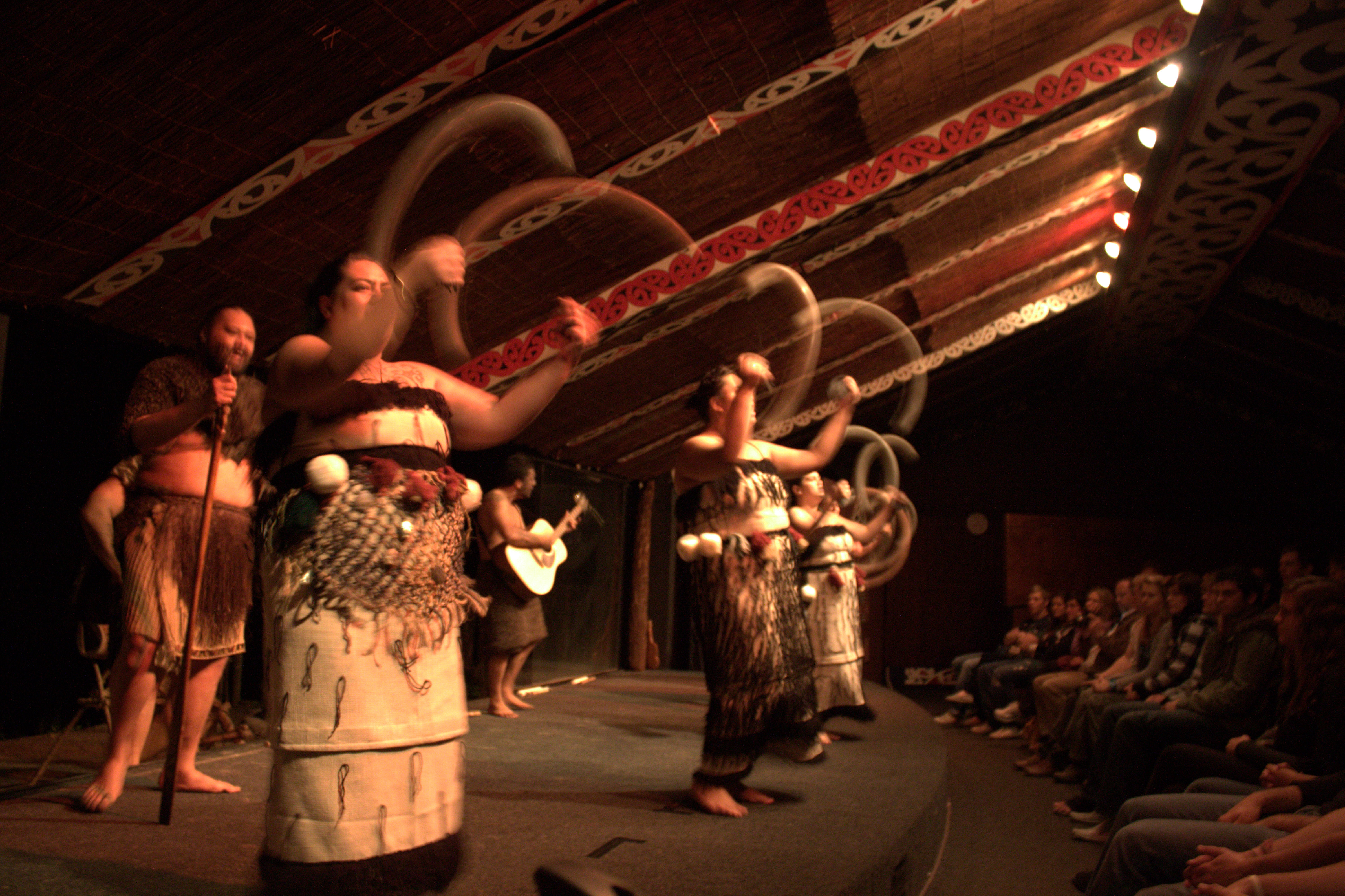
Traditionell maorisk poi

Maorierna är det enda polynesiska folket som traditionellt utövar poi. Man använde dem både som handledsträning och i strid. De poi som användes för att träna handleder och hand-öga-koordination skilde sig från de poi som användes i strid. Stridspoi var flätade av en nyzeeländsk variant av kaveldun (Typha orientalis) med en relativt stor sten längst ut.
Olika poi används i olika syften. Det finns kvinnodanser med poi; dessa poi är ofta mycket korta (ca 30 cm) och man använder dem för att slå rytmer mot kroppen med dem. Poi används i maorikulturens lekar och danser.
I traditionella poidanser står utövarna på rad. Poirörelserna ackompanjeras med sång och dans. Vissa typer av poi som poi waka (kanotpoi) utförs stående på knä eller sittande.

## Varianter
Poi kan utövas med eller utan eld, och några av de varianter av poi som finns är:

### Övningspoi
- kiwido
- tai-poi
- LED-poi
- strumppoi (Sockpoi) - En strumppoi är ett verktyg för den som vill lära sig använda en poi och är enligt många t.o.m. bättre än de övningspoi med svansar som finns att köpa i butik. En strumppoi görs genom att stoppa en jonglerboll eller hackysac i en knästrumpa och slå en knut precis nedanför strumpöppningen. Denna knut används sedan som handtag under träningen. Det finns även mer avancerade sockpoi specialtillverkade i ett syntetmaterial som inte sträcks lika lätt som vanliga strumpor. Detta gör det möjligt för utövaren att göra mer komplexa tekniker såsom hyperloops, m.m.

### Varianter av eldpoi

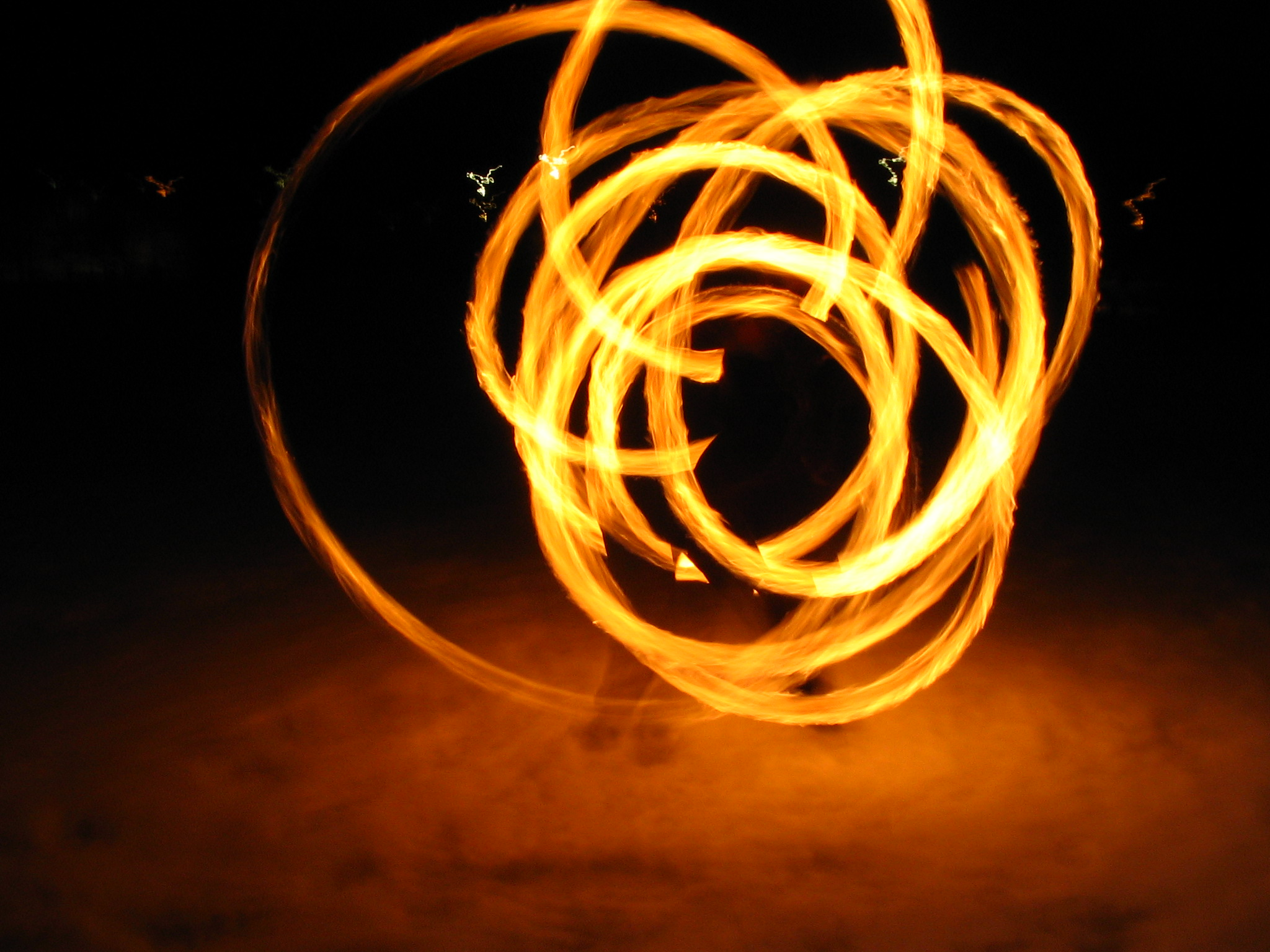
Eldpoi i snö, Stockholm 2005

- katedraler, en sorts vekar av ungefär 1,5m x 65mm kevlarveke per poi. Materialet viks till en kub och hålls ihop med ståltråd.
- cylindrar
- apnävar